# Monumento ao prisioneiro político desconhecido
Monumento ao prisioneiro político desconhecido, 1953 (1994), é uma obra do escultor português Jorge Vieira.

## Historial

Monumento ao prisioneiro político desconhecido, maqueta de 1953, bronze, 445 x 300 x 290 mm

Foi projetada em 1953 para o Concurso Internacional de Escultura promovido pelo Institute of Contemporary Arts, Londres, O Prisioneiro Político Desconhecido, onde foi premiada. A maqueta levada a concurso integrou, depois, a mostra de artistas premiados nesse certame na Tate Gallery, Londres. Foi apresentada também na II Bienal de S. Paulo, Brasil (representação portuguesa).
Em 1958 a escultura foi novamente exposta, no Pavilhão de Portugal da Exposição Universal de Bruxelas (Exposition Universelle de Bruxelles). Foi então selecionada pelo júri de admissão para integrar a exposição 50 Ans d'Art Moderne (Bruxelas, 1958); organizada no âmbito da Exposição Universal de Bruxelas, essa mostra apresentou uma panorâmica da arte internacional nas primeiras cinco décadas do século XX através de obras dos seus mais destacados representantes (a imagem a preto e branco que ilustra este artigo foi publicada no catálogo dessa exposição).
Segundo Raquel Henriques da Silva, o Monumento ao prisioneiro político desconhecido, 1953 (1994), tem particular acutilância no contexto cultural repressivo em que foi realizado (ditadura de Salazar).
Evitando o caráter óbvio de uma solução ilustrativa tradicional, Jorge Vieira "ultrapassou qualquer tentação de emotividade imediata, optando por uma plena intervenção abstrata em que duas elipses entrelaçadas articulam uma memória antropológica com meios exclusivamente plásticos". Atente-se na eficácia orgânica das barras que agarram impressivamente a luz, "a sua repetição como motivo minimal no corpo dos dois aros e nas suas linhas divisórias, o ligeiro descentramento da elipse superior, introduzindo conceitos antitéticos de dinamismo e fragilização". Por último, repare-se no suporte, "uma tripla garra, aguçada nos extremos, pertinente e frágil também, garantindo a imagem da composição". A sucessão de espaços abertos e vazios que daí resulta, "afirma a escultura como fundadora de um real outro, abstrato mas percorrido de intencionalidade figural".
A maqueta inicial foi exposta em 1992-93 na exposição Arte Portuguesa nos anos 50 (Beja, Biblioteca Municipal; SNBA, Lisboa); encontra-se patente no Museu do Chiado, Lisboa.

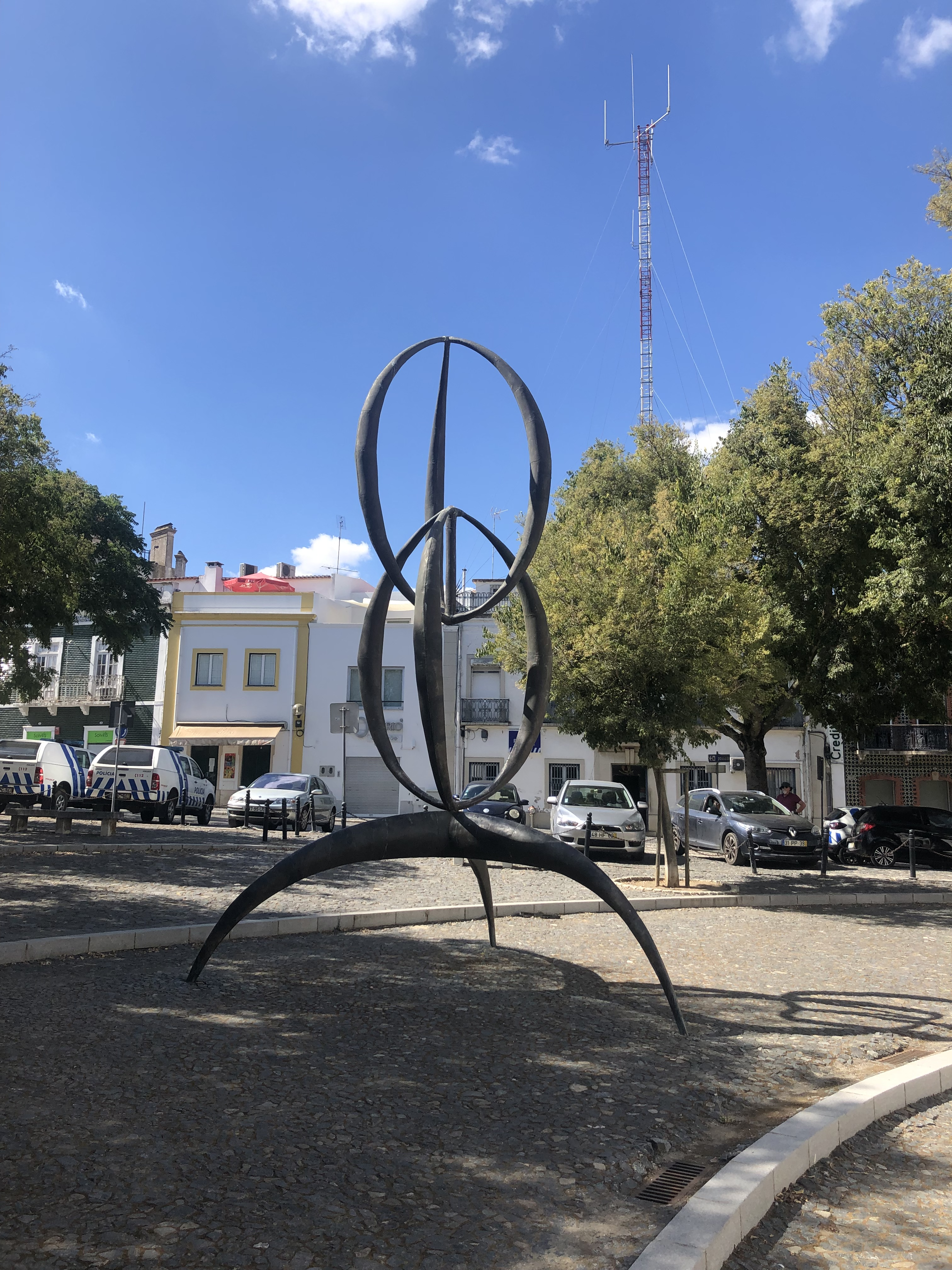
Monumento ao prisioneiro político desconhecido, instalado no Largo D. Nuno Álvares Pereira, frente à Pousada de S.Francisco, em Beja, desde 2011, bronze, 6 metros de altura

O projeto foi concretizado com seis metros de altura, em 1994, sendo inicialmente instalado numa das rotundas de acesso à cidade de Beja. Antes de ser deslocado para o Largo de D. Nuno Álvares Pereira, local onde se encontra desde 2011, o monumento esteve ainda instalado na Praça Diogo Fernandes, um local mais central da cidade de Beja mas não tão bem integrado nos circuitos de mobilidade da cidade. . O Monumento ao Prisioneiro Político Desconhecido, é provavelmente uma das obras mais estudadas de Jorge Vieira porque é um exemplo de rotura com os valores culturais e artísticos promovidos pelo Estado Novo e porque propõe a integração de esculturas abstractas no espaço público.
Em 11 de setembro de 2021 (até 27-02-2022) o Museu do Neo-Realismo inaugurou uma exposição que tem como ponto de partida a "emblemática obra Monumento ao Preso Político Desconhecido".

## Ficha técnica
- Jorge Vieira, Monumento ao prisioneiro político desconhecido, 1953, bronze, 445 x 300 x 290 mm. Localização: em depósito no Museu do Chiado (inv.2340).[5]
- Jorge Vieira, Monumento ao prisioneiro político desconhecido, 1994, aço e chapa de cobre [2]. Localização: cidade de Beja.